# Варлаам (Денисов)
Архиепископ Варлаам (в миру Василий Порфирьевич Денисов; 3 [15] апреля 1804, Новгород — 18 [30] января 1873, Новгород-Северский, Черниговская губерния) — епископ Русской православной церкви, архиепископ Черниговский и Нежинский.

## Биография
Родился 3 апреля 1804 года в семье диакона Новгородской епархии.
15 июля 1825 года окончил Новгородскую духовную семинарию и оставлен в ней преподавателем французского языка.
21 ноября 1826 года пострижен в монашество в Новгородском Антониевом монастыре.
24 декабря 1826 года возведён в сан иеродиакона.
С 20 марта 1828 года — инспектор и учитель Новгородского духовного училища.
Перешёл в новоучреждённую Олонецкую епархию и 1 июля 1829 года рукоположен во иеромонаха. 7 сентября того же года назначен инспектором вновь открытой в г. Петрозаводск Олонецкой духовной семинарии.
27 октября 1833 года назначен инспектором, а затем и ректором Вятской духовной семинарии.
С 15 июля 1834 года — архимандрит Верхочепецкого Слободского Крестовоздвиженского монастыря Вятской епархии.
С 30 сентября 1840 года — ректор Иркутской духовной семинарии и настоятель Иркутского Вознесенского монастыря.
15 октября 1843 года вследствие болезни оставил преподавательскую службу и 14 апреля 1844 года назначен настоятелем Нижегородского Макариевского монастыря.
В 1848 году определён благочинным монастырей Нижегородской епархии.
С 31 января 1852 года — настоятель Кирилло-Белозерского монастыря.
22 марта 1857 года перемещён настоятелем Новгородского Юрьева монастыря.
21 августа 1860 года рукоположен во епископа Екатеринбургского, викария Пермской епархии.
6 марта 1862 года назначен членом синодальной конторы.
19 мая 1862 года назначен епископом Оренбургским и Уральским.
В 1865 году в Оренбурге он сделал распоряжение, чтобы при всех церквах были введены приходские летописи, куда записывались бы все замечательные события в жизни прихода, и сам составил программу этих летописей. По-видимому, это распоряжение преосвященного Варлаама вызвало указ Святейшего Синода от 12 октября 1866 года, которым ведение летописей рекомендовалось всем епархиям.
11 мая 1866 года уволен на покой.
С 9 ноября 1866 года — епископ Черниговский и Нежинский.
В конце 1867 года поражён параличом.
31 марта 1868 года возведен в сан архиепископа.
16 августа 1871 года уволен на покой в Новгород-Северский Спасо-Преображенский монастырь.
Чувствуя приближение кончины, преосвященный Варлаам велел переложить себя на доски, покрытые саваном, а за неделю до смерти распорядился ничего не варить для него. Накануне кончины он много плакал; умер сидя на досках, опершись на левую руку, а правую протянув как бы для благословения.
Скончался 18 января 1873 года (по Строеву — 18 января 1872 года) после 15-месячной затворнической жизни в монастыре. Погребен в Ильинской церкви того же монастыря.

## Сочинения
- Беседы и слова. — СПб., 1850.
- Служба преподобному отцу нашему Нилу Сорскому чудотворцу.
- Преосвященный Ириней, епископ Екатеринбургский. — СПб., 1860 и // Странник. — 1860, сентябрь.
- О почитании святых икон // Домашняя беседа. — 1872.
- Источник Боговедений // Домашняя беседа. — 1872.
- О поминовении усопших // Домашняя беседа. — 1872.
- О пребывании патриарха Никона в заточении в Ферапонтовом и Кирилловом монастырях. — М, 1858.
- Описание сборника XV столетия Кирилло-Белозерского монастыря. — СПб., 1858.
- Историко-археологическое описание древностей и редких вещей, находящихся в Кирилло-Белозерском монастыре. — М., 1859. Обозрение рукописей собственной библиотеки преподобного Кирилла Белозерского. — М., 1860.
- Описание сборника XV столетия Кирилло-Белозерского монастыря // Ученые записки П-го отделения Академии наук за 1848 год.